# Hyperwithius dawydoffi
Hyperwithius dawydoffi är en spindeldjursart som beskrevs av Beier 1951. Hyperwithius dawydoffi ingår i släktet Hyperwithius och familjen Withiidae. Inga underarter finns listade i Catalogue of Life.